# Usus modernus Pandectarum
L’usus modernus Pandectarum è il filone di analisi ed interpretazione del diritto romano che si sviluppa all’università di Leida (culla, anche, della Scuola elegante olandese) nel XVIII secolo e rappresenta un nuovo approccio all’analisi del Corpus iuris e del diritto romano in generale. La nuova impostazione sposa il filone sistematico della scuola culta, nella sua impostazione tripartitica in linea con le Istituzioni di Gaio, ad elementi del diritto locale e delle consuetudini.  
Per i rappresentanti di questa Scuola, è importante focalizzarsi, nel diritto romano, solo su quegli elementi che possono essere utili nella pratica contemporanea del diritto; da qui il termine usus modernus, in opposizione agli studi tipici dell'umanesimo e della scuola culta, che si impegnava allo studio del diritto romano per capirne il significato originale, senza particolari applicazioni pratiche al diritto contemporaneo. Qualsiasi elemento che non sia strumentale all'applicazione pratica dell'interpretazione del diritto romano è considerato inutile, non importante e, pertanto, scartato. 
Gli autori della scuola pandettistica si propongono di collegarsi alla scuola culta ed anche a quella olandese elegante, ma unicamente nella misura in cui è necessario dal punto di vista pratico, anche se, nella pratica, i riferimenti a queste scuole sono molto più frequenti. Uno dei risultati dell’usus modernus pandectarum fu la riscoperta delle tradizioni giuridiche germaniche, sia nelle sue consuetudini, sia nel tessuto normativo medievale. 
Questo filone culturale prende il nome di usus modernus pandectarum, dal titolo di un’opera contemporanea.   